# 巴哈爾
巴哈爾是伊朗的城市，位於該國西部，由哈馬丹省負責管轄，距離首府哈馬丹10公里，海拔高度1,735米，2006年人口27,271，居民大多數是阿塞拜疆人。